# Zonaria
Zonaria este o formație de death metal melodic din Umeå, Suedia, în trecut cunoscută sub numele Seal Precious. În prezent ea are semnat un contract cu Century Media Records.

## Membri

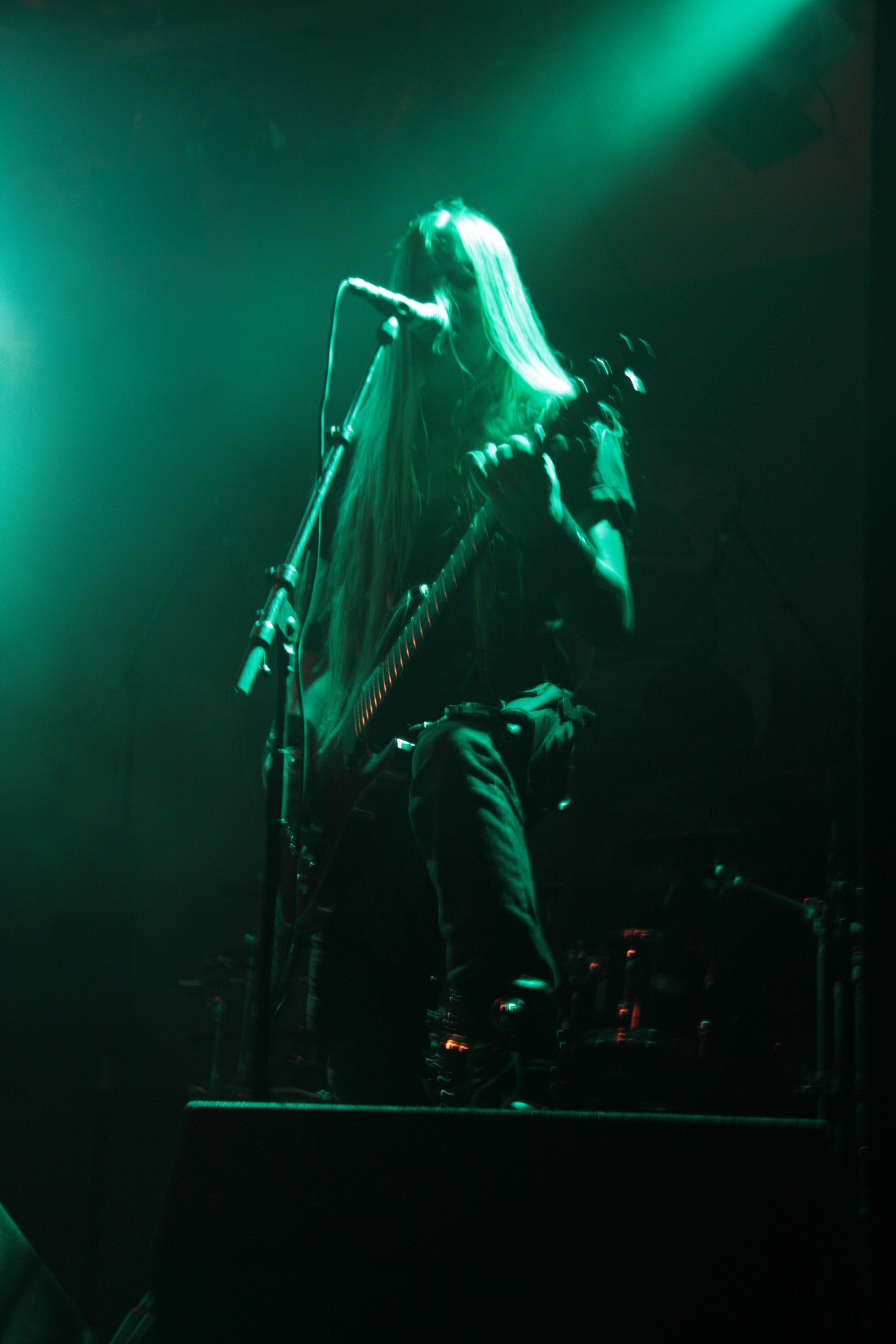
Simon Berglund la Occultfest 2010

### Current members
- Simon Berglund – vocal (2001 – prezent), chitară ritmică (2001-2011, 2012-prezent)
- Max Malmer – bas, back vocal (2011–prezent; membru de sesiune 2010–2011)
- Rickard Lundmark - baterie (2013–prezent)
- Caleb Bingham - chitară (2013-prezent; membru de sesiune 2010-2013)

### Foști membri
- Christoffer Vikström – chitară bas (2001–2003)
- Emil Nyström – chitară, back vocal (2003 – 2012)
- Emanuel Isaksson – baterie (2005 – 2012)
- Mikael Hammarberg – vocal (2001–2004)
- Claes-Göran Nydahl – baterie (2001–2003)
- Niklas Lindroth – baterie (2003–2004)
- Johan Aronsson – clape (2003–2004)
- Simon Carlén – baterie (2004–2005)
- Karl Flodin – chitară bas (2003–2005)
- Jerry Ekman – chitară bas (2005–2007)
- Markus Åkebo – chitară bas (2007–2011)

### Membri de sesiune
Gustav Svensson – clape (2004–2005)

## Discografie

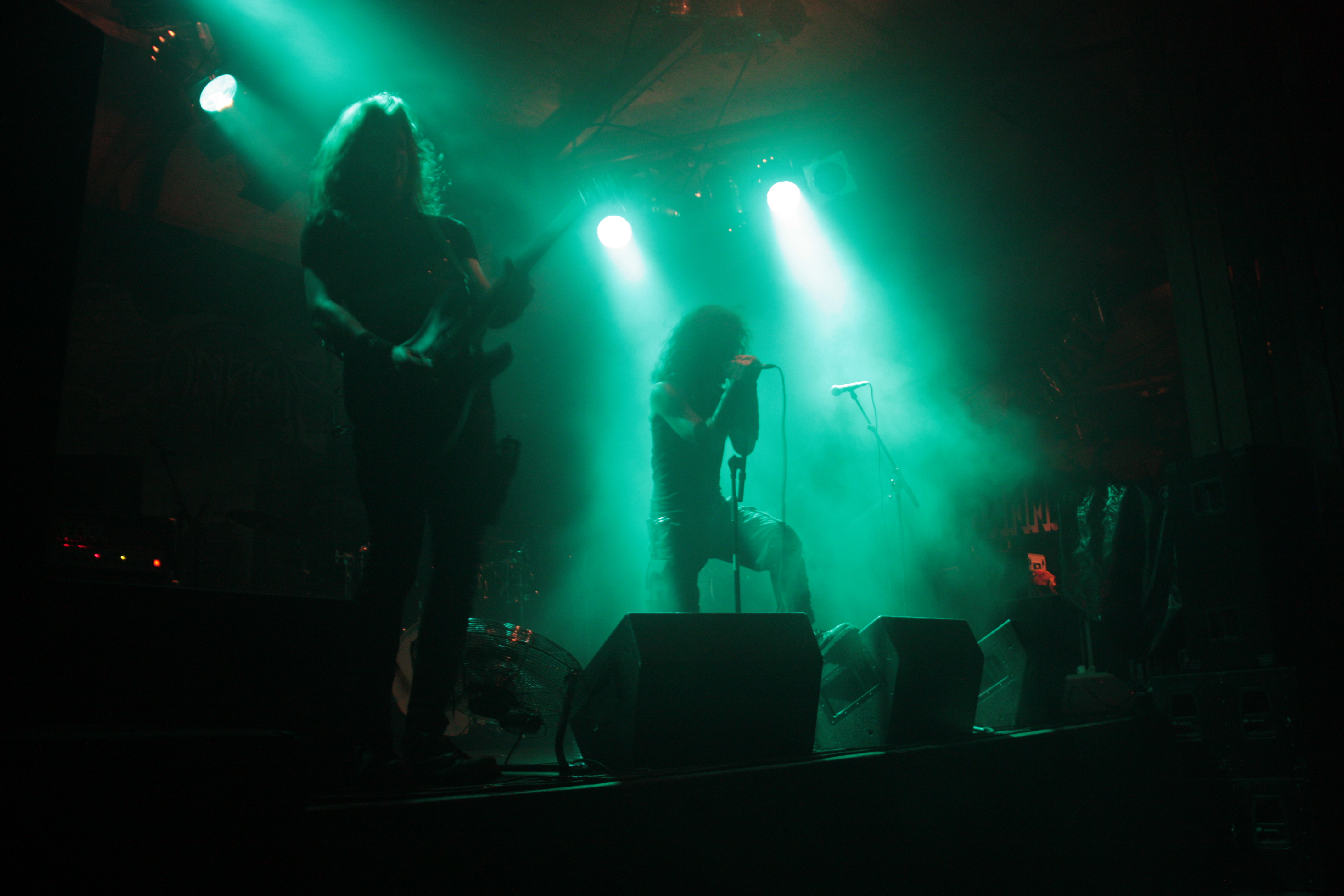
Zonaria la Occultfest 2010

### Single-uri
| Titlu            | Data lansării | Label             |
| ---------------- | ------------- | ----------------- |
| Rendered in Vain | 1 June 2006   | Swedmetal Records |

### Albume
| Titlu                  | Data lansării    | Label                 |
| ---------------------- | ---------------- | --------------------- |
| Infamy and the Breed   | 4 September 2007 | Pivotal Rockordings   |
| The Cancer Empire      | 17 October 2008  | Century Media Records |
| Arrival of the Red Sun | 23 July 2012     | Listenable Records    |